# Jan Gualbert
Jan Gualbert (též Gualbertus či Gwalbert, 985/995 – 12. července 1073) byl italský řeholník, zakladatel vallombrosiánského řádu (zkr. CVUOSB, zvláště přísná odnož benediktinského řádu). Katolickou církví je uctíván jako světec.

## Život

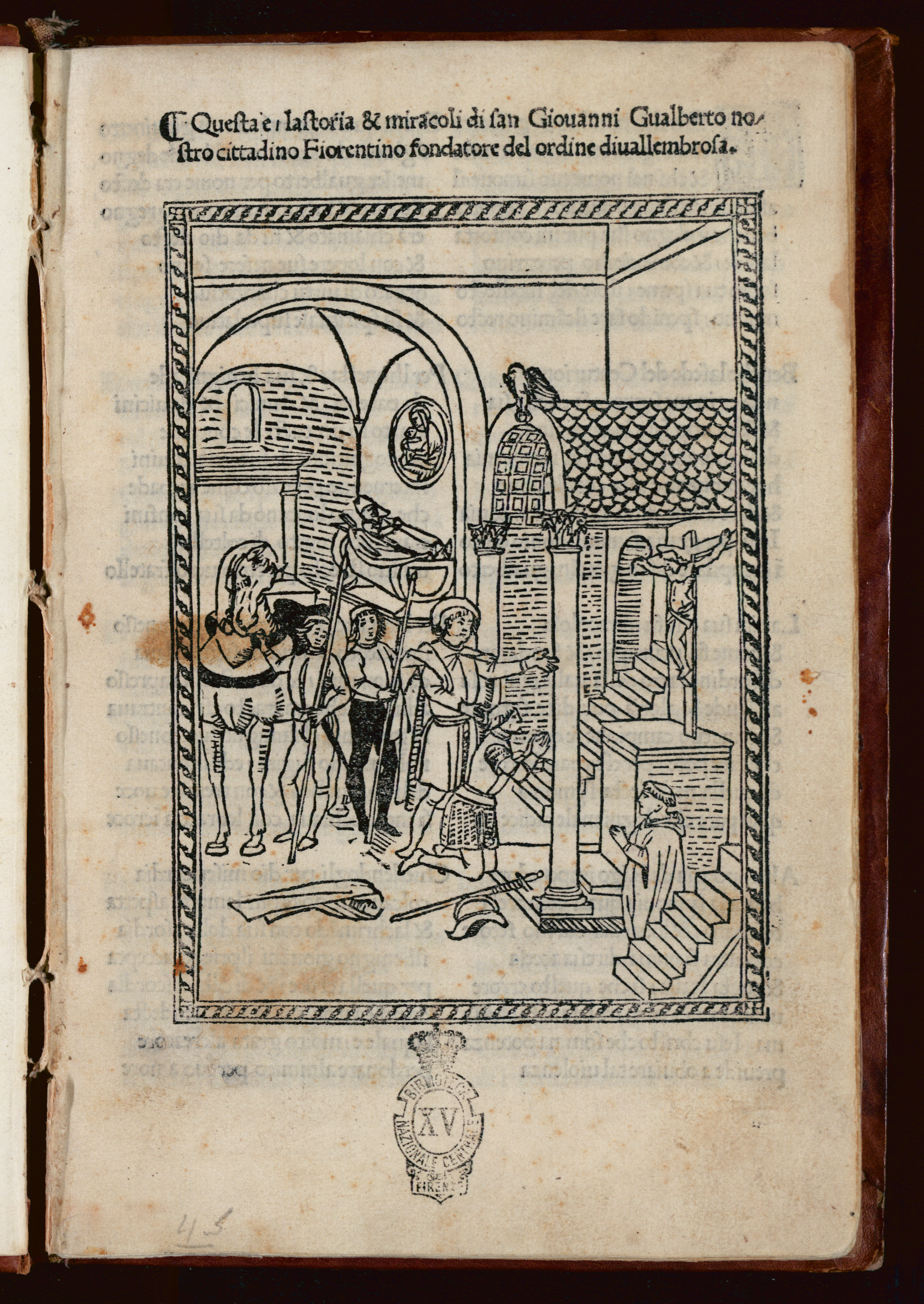
Bernardo Giambullari, Storia e miracoli di San Giovanni Gualberto, ca. 1500

Pocházel z patricijské rodiny z Florencie. Dostalo se mu velmi dobrého vzdělání, v mládí ale vedl neřestný život. Poté, co byl zavražděn jeho bratr, rozhodl se vykonat krevní mstu. Když bratrova vraha nalezl, chtěl jej zabít. Vrah před ním však padl na kolena a prosil jej o milost, dovolávaje se Ježíše Krista, který odpustil těm, kdo ho ukřižovali. Tato příhoda však na Jana hluboce zapůsobila a změnila jeho postoj k životu. Vrahovi odpustil a začal se kát za svůj dosavadní život.
Rozhodl se vstoupit do benediktinského řádu. Vzhledem k postavení jeho rodiny mu byl nabízen úřad opata. To ale nechtěl přijmout. Připojil se proto ke kamaldulům, přísné benediktinské odnoži. Po čase i od nich odešel a se skupinou příznivců roku 1038 založil klášter poblíž Fiesole, v místě zvaném Vallombrosa. Zde mniši žili podle zvláště přísné interpretace Řehole svatého Benedikta a hospodařili v okolních lesích.
Jan Gualbert, kterému se začalo také říkat hrdina odpuštění, se dále věnoval charitě, pomoci chudým a boji proti svatokupectví. Rovněž se podílel na potřebných reformách různých klášterů. Jím založený vallombrosiánský řád byl schválen papežem Viktorem II. v roce 1055. Jan zemřel v roce 1073 a v roce 1193 byl svatořečen. Jeho relikvie jsou uloženy v kostele sv. Jana Gualberta a sv. Tekly ve Stanech v Polsku.